# Première expédition Fatimide sur Nekor
Émirat de Nekor-Fatimide
La première invasion fatimide de Nakur est un événement majeur de l'histoire de la L'emirat de Nakur, survenu en l'an 917 (305 de l'Hégire). Elle marque un tournant dans les relations entre les Salihides de Nakur, les Fatimides émergents et les Omeyyades de Cordoue, et conduit à une brève période de domination fatimide suivie d'une restauration salihide.

## Contexte
L'émirat de Nekor, dirigé par la dynastie Salihide, avait connu plusieurs périodes de troubles avant l'arrivée des Fatimides. Le règne de Sa‘īd b. Sālih (864-917), prédécesseur immédiat de l'invasion, fut marqué par des oppositions internes, notamment concernant la répartition des esclaves, soutenues par des membres de sa propre famille. Des problèmes avec d'autres tribus berbères persistèrent également.
À cette époque, les Fatimides, une nouvelle puissance Chiite, cherchaient à étendre leur influence au Maghreb. Masāla b. Habbūs, un commandant fatimide, avait refusé de se soumettre à une sommation fatimide de soumission.
L'invasion de 917
En 917, l'Émirat de Nekor fut envahie par les troupes fatimides. Le 26 juin 917 (3 muharram 305 de l'Hégire), les Fatimides entrèrent dans la ville de Nakur, la saccagèrent .Le souverain salihide de l'époque, Sa‘īd b. Sālih, fut exécuté avec plusieurs de ses proches. Leurs têtes furent transportées et exposées à Kairouan, puis à Raqqada, des villes fatimides importantes.Après la conquête, Masāla b. Habbūs, le conquérant de Nakur, regagna Tahert. Il laissa derrière lui un officier, Dhālul, comme gouverneur de Nakur. Dhālul était un officier Kutama et un lieutenant de Masāla.

## La Restauration Salihide
Trois des fils du souverain défunt, Sa‘īd b. Sālih – Idris, El-Motacem et Saleh (Saleh ibn Sa‘īd) – réussirent à échapper à la prise de la ville et à gagner l'Espagne. Ils avaient l'intention de trouver un soutien auprès de leur peuple pour revenir.
Ces princes débarquèrent à Malaga et à Pechina, où le calife omeyyade de Cordoue, Abd al-Rahman III, leur réserva le meilleur accueil, leur laissant la liberté de s'établir à Cordoue ou sur la côte.Saleh ibn Sa‘īd, le plus jeune des trois frères, fut le premier à arriver à Nakur. Il fut surnommé "al-Yatim" (l'Orphelin) par les Berberes qui accoururent de toutes parts pour l'accueillir et le reconnaître comme leur chef.Sous la direction de Saleh, les Rifains marchèrent contre Dhālul, le Gouverneur Fatimide. Ils le firent prisonnier et le crucifièrent, ainsi que ses hommes, sur les deux rives du Nakour. Dhālul fut vaincu et exécuté. Saleh ibn Sa‘īd al-Yatim recouvra ainsi le trône .,
La nouvelle de cette victoire fut accueillie avec une grande satisfaction par Abd al-Rahman III, il envoya de riches présents aux trois princes salihides et fit publier la nouvelle de leur victoire dans toute l'Espagne musulmane.

## Conséquences et suites
La victoire des Banu Salih contre les Fatimides Fatimides fut officiellement annoncée dans les mosquées et célébrée à Cordoue. Le calife omeyyade manifestait sa reconnaissance par l'envoi de présents, comme ce fut le cas lors du retour de Salih b. Sa‘īd en 917 et de la victoire qui s'ensuivit. Cinq ans après l'avènement de Saleh, Abd al-Rahman III commença à s'immiscer directement dans les affaires d'Afrique, apportant son patronage officiel à une restauration de l'image chiite contre l'autorité Fatimide.
Après le départ de Masāla b. Habbūs, celui-ci fut attaqué par les fils de l'Émir défunt. Il est rapporté que Masāla fut vaincu et tué par Saleh, Idris et Al-Motacem, qui étaient revenus d'Espagne, et sa tête fut envoyée au calife de Cordoue. Salih ibn Sa‘īd retrouvra le trône après cette victoire. Selon une autre source, après cette première invasion fatimide, Idrîs b. Sa‘îd (l'un des fils de Sa‘īd b. Sālih) reprit la ville et y demeura au pouvoir plusieurs années. Un autre prince de la famille, surnommé al-Mu‘ayyid, lui succéda pour deux ans (927-929).Cette première invasion et la restauration salihide qui s'ensuivit marquent le début d'une période de lutte acharnée entre les Salihides et les Fatimides pour le contrôle de Nakur, avec le soutien des Omeyyades de Cordoue.